# 増田長俊
増田 長俊（ました ながとし、生没年不詳）は、戦国時代から江戸時代初期の武将、僧侶。通称弥三郎大夫。

## 略歴
尾張国増田村出身で増田長盛の弟。根来寺の僧侶となって實厳院と称した。天正年間の根来衆没落の際に還俗して弥三郎大夫長俊と号した 。
兄・長盛の子増田長勝を養子とし、その子正盛は封初地士に命じられ、代々庄屋を勤めた 。